# اچ‌ام‌ای‌اس ومپیایر (دی۶۸)
اچ‌ام‌ای‌اس ومپیایر (دی۶۸) (به انگلیسی: HMAS Vampire (D68)) یک کشتی بود که طول آن ۳۱۲ فوت (۹۵٫۱ متر) بود. این کشتی در سال ۱۹۱۷ ساخته شد.